# Orlando Rondini
Orlando Rondini (Mondolfo, 19 giugno 1924 – Canada, 22 febbraio 2002) è stato un pallonista italiano, campione del gioco del pallone col bracciale.
Istradato dal padre Alessandro, valido giocatore dei primi del secolo, alla pratica del gioco del pallone, esordì giovanissimo, a soli 13 anni, nello sferisterio della vicina Fano suscitando l'approvazione e la meraviglia del competente pubblico fanese a tal punto che, con un'espressione in dialetto rimasta famosa, uno di questi esclamò: “co c'è la cava a Mondolf?”, visto che solo pochi mesi prima aveva esordito nella stessa arena Rodolfo Sorcinelli.
A 17 anni era già professionista, prima a Livorno, poi in altre arene prestigiose, diventando in breve tempo beniamino del pubblico che assiepava gli sferisteri giocando alla pari con i più forti campioni del bracciale.
Dotato di una potenza fuori dal comune, fisicamente ben strutturato, è ancora ricordato per il suo modo di colpire il pallone a tutto braccio, imprimendogli sempre grande forza e per il suo modo di giocare con grande irruenza e altrettanta determinazione, non dandosi mai per vinto e lottando strenuamente per ogni punto.
Era soprannominato dai tifosi mondolfesi Mazzoni, perché ricordava con la sua forza e bravura l'erculeo giocatore toscano.
Volitivo e sicuro di sé, sul campo era un giocatore difficilmente superabile soprattutto nelle sfide individuali, dove si cimentò con successo riuscendo ad abbinare forza e precisione come pochi altri.
Potente battitore, con Rodolfo Sorcinelli come spalla formò un'affiatata squadra che fu autentico spauracchio degli avversari nell'immediato dopoguerra.
Vinse il titolo italiano dei professionisti nel '47 a Firenze, nel '48 a Rimini, nel '50 a Cesena, nel '52 a Bagnacavallo e nel '53 a Faenza.
Finito il professionismo, continuò a giocare con alterne fortune negli ultimi campionati dilettanti, vincendone uno nel ruolo di spalla, con Antonio Minardi battitore e Bruno Rotatori terzino, nel 1962.
Ritornò ad impugnare il bracciale nelle sporadiche esibizioni degli anni '70 e, dotato di un fisico ancora integro ed atletico, scese di nuovo in campo nelle  riedizioni della Cacciata dei primi anni '80. Emigrato in Canada negli anni '80, è morto il 22 febbraio 2002. 
È ricordato con una lapide nello sferisterio di Mondolfo.